# Dauphin von Viennois

Wappen Guigues' IV. von Albon; der gekrümmte Delphin erscheint auch im Wappen der Ortschaft Buis-les-Baronnies, die im frühen 14. Jh. der Dauphiné angegliedert wurde.

Den Titel Dauphin von Viennois trugen die Grafen von Albon seit dem 12. Jahrhundert. Später wurde daraus die französische Provinz Dauphiné.

## Geschichte
Die Grafschaft Albon entstand, als der Erzbischof von Vienne aus der Grafschaft Vienne, die er 1023 erhalten hatte, zwei neue Lehen ausgliederte – Maurienne im Norden, woraus sich Savoyen entwickelte, und Albon im Süden, woraus die Dauphiné entstand. Mit letzterer wurde das Haus Albon belehnt.

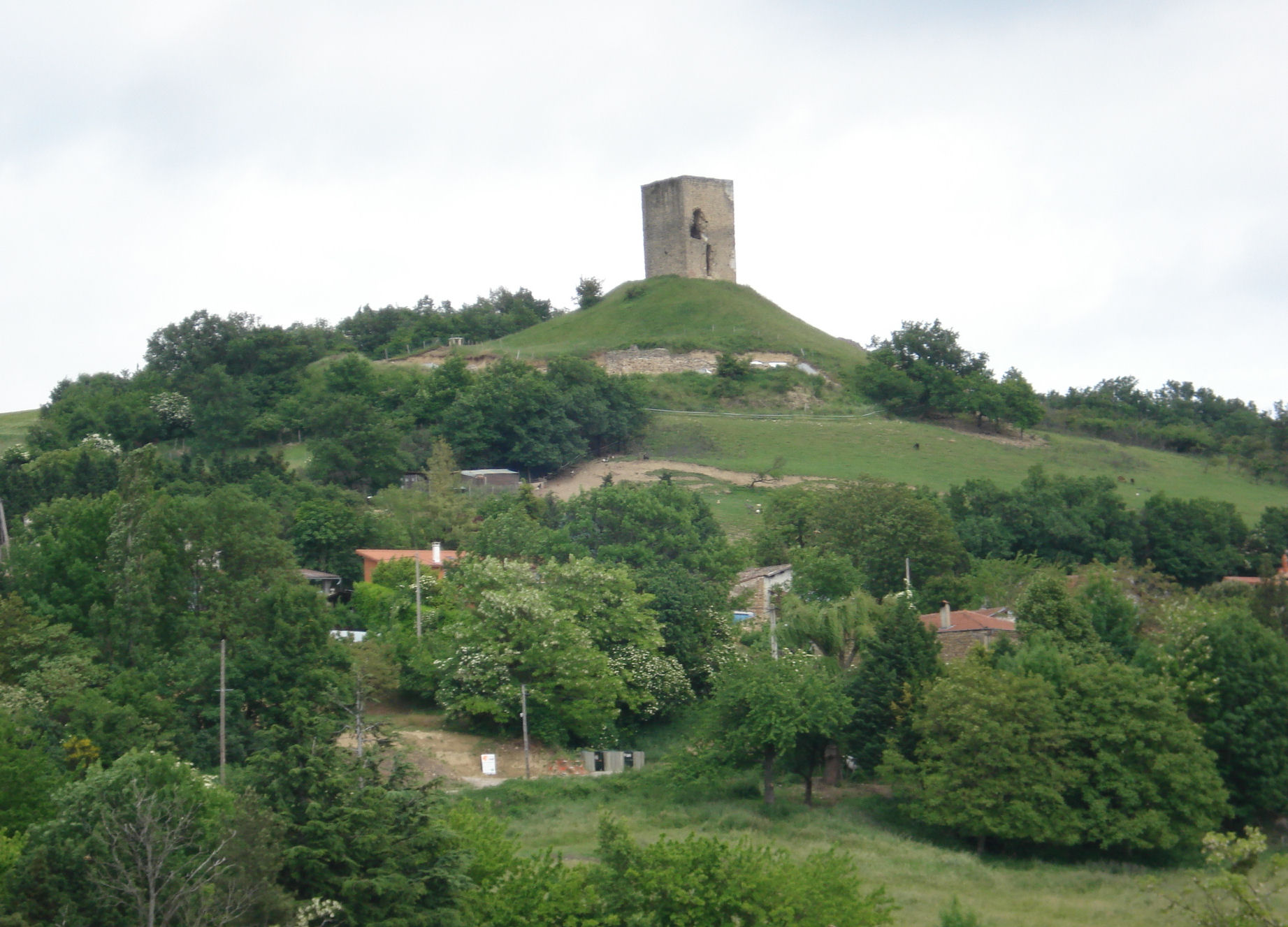
Turm der Burg Albon

Graf Guigues IV. von Albon († 1142) nannte sich selbst mit Beinamen Delfinus (franz. Dauphin) und hatte in seinem Wappen das Bild eines gekrümmten Delfins. Unter seinen Nachkommen entwickelte sich dieser Beiname zu einem Titel und der Delfin wurde fester Bestandteil ihres Wappens. Hiermit erhielt die Grafschaft Albon die Bezeichnung Dauphiné de Viennois; später nannte man das ganze Herrschaftsgebiet der Dauphins Dauphiné. Den zweithöchsten Rang in der Dauphiné nahm der Baron von Clermont ein, der in einem Vertrag von 1340 seine Baronie dem Dauphin von Viennois unterstellt hatte und daraufhin zum Premier Pair, Connétable und erblichen Großmeister der Dauphiné ernannt worden war. Eine Linie der Clermonts stieg im 16. Jahrhundert zu Herzögen auf.
Am 16. Juli 1349 übertrug der letzte Dauphin Humbert II. die Dauphiné an Karl, Sohn des französischen Kronprinzen Johann, den späteren König Karl V. Da die Dauphiné als Teil des Königreichs Burgund ein Lehen des Heiligen Römischen Reiches war, gestaltete sich die lehnsrechtliche Stellung der Dauphins aus dem französischen Königshaus Valois als kompliziert. Das Land wurde Prinz Karl vermacht, da weder dessen Großvater, König Philipp VI., noch sein Vater, der damalige Kronprinz Johann, in ein Vasallenverhältnis zum römisch-deutschen Kaiser treten wollten. Dieses Problem stellte sich aber, als Prinz Karl 1364 selbst den französischen Königsthron bestieg. Üblicherweise wurden Lehen, die dem Thronfolger gehörten, bei seiner Thronbesteigung mit der königlichen Domäne vereint, was sich aber mit der Dauphiné verbot, da diese ein Lehen des Kaisers und nicht der französischen Krone war und daher nicht mit ihr verbunden werden konnte.
Um lehnsrechtlichen Verwicklungen zu entgehen, verzichtete Karl daher, wie schon sein Vater und Großvater, bei seiner Thronbesteigung auf die Regierung in der Dauphiné und vertraute sie einem von ihm ernannten Bevollmächtigten an. Zum Landesfürsten wurde der jeweils älteste Sohn und präsumptive Thronfolger des Königs bestellt, der bei Erreichen der Mündigkeit auch die Regierungsgewalt übertragen bekam. Damit schied die Dauphiné de facto aus dem heiligen römischen Reich aus, wenn auch nicht sogleich de jure, da die Kaiser ihren Anspruch auf die Oberhoheit über das Gebiet zunächst aufrechterhielten.
Dies änderte sich im Jahr 1457. Der regierende Dauphin, Prinz Ludwig, stand in einer ständigen Opposition gegen seinen Vater, König Karl VII., und besaß mit der Dauphiné über eine eigene administrativ und wirtschaftlich gut erfasste Hausmacht. Um seinen Sohn zur Unterwerfung zu zwingen, entzog ihm König Karl VII. die Dauphiné durch ihre militärische Besetzung und zwang deren Stände zur Huldigung gegenüber der französischen Krone. Die autonome Verwaltung des Landes wurde in die Verwaltungsordnung Frankreichs eingegliedert und damit faktisch zu einem französischen Kronland gemacht. Somit wurde nicht nur die faktische, sondern auch juristische Annexion der Dauphiné durch Frankreich vollzogen. Von Seiten Kaiser Friedrichs III., des einstigen Oberlehnsherren des Landes, erfolgte gegen diese Handlung kein Einspruch.
Der Landesherr der Dauphiné war von nun an bis zum Ende der Monarchie der französische König. Aber durch die bis zum Jahr 1457 geübte Praxis, diese Provinz dem Thronfolger Frankreichs zu übergeben, hatte es sich bis dahin als Gewohnheit durchgesetzt, den Thronfolger zuerst mit dem Titel Dauphin anzusprechen. Diese so entstandene Tradition wurde auch nach der Annexion der Dauphiné beibehalten, und der Kronprinz von Frankreich wurde bis zum Ende der Monarchie Dauphin de France genannt.

## Liste der Grafen von Albon und Viennois
Haus Albon
- vor 1044–nach 1063: Guigues I. der Alte, erhielt die Grafschaft Albon, den südlichen Teil der bisherigen Grafschaft Vienne
- vor 1063–nach 1080: Guigues II. der Fette, dessen Sohn, Graf von Grenoble
- vor 1080–nach 1098: Guigues III. der Graf, dessen Sohn, erster Graf von Viennois
- 0... 0–1142: Guigues IV. der Delfin (Le Dauphin) († 1142), dessen Sohn
- 1142–1162: Guigues V., dessen Sohn
- 1162–1228: Beatrix, dessen Tochter, ⚭ Hugo III. Herzog von Burgund

Älteres Haus Burgund
- 1228–1237: Guigues VI. (* 1184; † 1237), deren Sohn
- 1237–1269: Guigues VII. (* um 1225; † 1269), dessen Sohn
- 1269–1281: Johann I. (* 1263; † 1281), dessen Sohn
- 1281–1298: Anne, dessen Schwester, ⚭ Humbert I. von La Tour-du-Pin

Haus La Tour-du-Pin
- 1282–1307: Humbert I. († 1307), deren Ehemann
- 1307–1319: Jean II. (* 1280; † 1319), dessen Sohn
- 1319–1333: Guigues VIII. (* 1309; † 1333), dessen Sohn
  - 1319–1323: Henri de la Tour-du-Pin (* 1296; † 1328), Bruder Johanns II. Regent
- 1333–1349: Humbert II. (* 1312; † 1355), Bruder Guigues' VIII.

Das Wappen der Dauphins aus dem königlichen Haus Valois ist heute das Wappen der französischen Region Dauphiné.

Humbert II. überträgt die Grafschaft Dauphiné de Viennois am 16. Juli 1349 an den späteren französischen König Karl V.
Haus Valois
- 1349–1364: Karl von Frankreich, regierender König von Frankreich als Karl V. (1364)
- 1368–1380: Karl von Frankreich, dessen ältester Sohn, regierender König von Frankreich als Karl VI. (1380)
- 1386–1386: Karl von Frankreich, erster Sohn von Karl VI.
- 1392–1401: Karl von Frankreich, zweiter Sohn von Karl VI.
- 1401–1415: Ludwig von Frankreich, dritter Sohn von Karl VI.
- 1415–1417: Johann von Frankreich, vierter Sohn von Karl VI.
- 1417–1422: Karl von Frankreich, fünfter Sohn von Karl VI., regierender König von Frankreich als Karl VII. (1422)
- 1423–1457: Ludwig von Frankreich, ältester Sohn Karls VII., regierender König von Frankreich als Ludwig XI. (1461)

Annexion der Dauphiné durch die französische Krone 1457. Für die Dauphins de France siehe: Liste der Dauphins von Frankreich